# Campeonato Africano de Atletismo de 2016
El XX Campeonato Africano de Atletismo se celebró del 22 al 26 de junio de 2016 en la ciudad de Durban, Sudáfrica. La sede de la competición fue el estadio de atletismo ubicado en el Recinto Deportivo Kings Park. Participaron 720 atletas provenientes de 43 federaciones nacionales africanas.

## Resultados

### Masculino
| Evento                                | Oro                                     | Plata                                  | Bronce                                   |
| ------------------------------------- | --------------------------------------- | -------------------------------------- | ---------------------------------------- |
| 100 m (23 de junio)                   | Ben Youseff Meïté Costa de Marfil 9,95  | Mosito Lehata Lesoto 10,04             | Akani Simbine Sudáfrica 10,05            |
| 200 m (26 de junio)                   | Wayde van Niekerk Sudáfrica 20,02       | Adama Jammeh Gambia 20,45              | Matadi Emmanuel Liberia 20,55            |
| 400 m (24 de junio)                   | Baboloki Thebe Botsuana 44,69           | Karabo Sibanda Botsuana 45,42          | Chidi Okezie Nigeria 45,76               |
| 800 m (24 de junio)                   | Nijel Amos Botsuana 1:45,11             | Jacob Rozani Sudáfrica 1:45,38         | Ryndhardt van Rensburg Sudáfrica 1:46,15 |
| 1500 m (26 de junio)                  | Fouad Kaam Marruecos 3:39,49            | Timothy Cheroiyet Kenia 3:39,71        | Vincent Letting Kenia 3:40,78            |
| 5000 m (26 de junio)                  | Douglas Kipserem Kenia 13:13,35         | Elroy Gelant Sudáfrica 13:15,13        | Mangata Ndiwa Kenia 13:16,85             |
| 10 000 m (22 de junio)                | Estephen Mokoka Sudáfrica 28:02,97      | Wilfred Kimitei Kenia 28:03,18         | Namakwe Nkhasi Lesoto 28:06,33           |
| 3000 m con obstáculos (24 de junio)   | Chala Techo Etiopía 8:21,02             | Gigsa Tolosa Nurgi Etiopía 8:22,79     | Abraham Kibiwott Kenia 8:24,19           |
| 110 m vallas (25 de junio)            | Antonio Alkana Sudáfrica 13,43 RC       | Tyron Akins Nigeria 13,74              | Mohammed Koussi Marruecos 13,94          |
| 400 m vallas (24 de junio)            | Boniface Mucheru Kenia 49,20            | Amadou Ndiaye Senegal 49,41            | Aron Koech Kenia 49,41                   |
| Salto de altura (24 de junio)         | Mathew Sawe Kenia 2,21                  | Keagan Fourie Sudáfrica 2,18           | Fernand Djoumessi Camerún 2,15           |
| Salto con pértiga (25 de junio)       | Hichem Cherabi Argelia 5,30             | Mohammed Romdhana Túnez 5,20           | Jordan Yamoah Ghana 5,00                 |
| Salto de longitud (23 de junio)       | Rushwal Samaai Sudáfrica 8,40           | Luvo Manyonga Sudáfrica 8,23           | Ruri Rammkolodi Botsuana 7,90            |
| Triple salto (25 de junio)            | Tosin Oke Nigeria 17,13                 | Fabrice Zango Burkina Faso 16,81       | Godfrey Khotso Mokoena Sudáfrica 16,77   |
| Lanzamiento de peso (22 de junio)     | Jaco Engelbrecht Sudáfrica 20,00        | Frank Elemba República del Congo 19,89 | Estephen Mozia Nigeria 19,84             |
| Lanzamiento de disco (23 de junio)    | Víctor Hogan Sudáfrica 61,68            | Russell Tucker Sudáfrica 61,44         | Stephen Mozia Nigeria 59,16              |
| Lanzamiento de martillo (25 de junio) | Eslam Ibrahim · Egipto · 68,92          | Chris Harmse Sudáfrica 67,67           | Tshepang Makhethe Sudáfrica 65,54        |
| Lanzamiento de jabalina (26 de junio) | Philmar van Rensburg Sudáfrica 76,04    | John Ampomah Ghana 75,22               | Alex Kiprotich Kenia 74,08               |
| Decatlón (23 de junio)                | Fredriech Petrorius Sudáfrica 7780 pts. | Atsu Nyamadi Ghana 7501 pts.           | Ali Kame Madagascar 6892 pts.            |
| 20 km Marcha (26 de junio)            | Samuel Gathimba Kenia 1:19,24 RC        | Hassanine Sebei Túnez 1:20,51          | Lebogang Shange Sudáfrica 1:21,41        |
| 4 × 100 m (24 de junio)               | Sudáfrica 38,84                         | Costa de Marfil 38,98                  | Zambia 39,77                             |
| 4 × 400 m (26 de junio)               | Botsuana 3:02,20                        | Kenia 3:04,25                          | Sudáfrica 3:04,73                        |

- RC - Récord de campeonato.

### Femenino
| Evento                                | Oro                                      | Plata                               | Bronce                                   |
| ------------------------------------- | ---------------------------------------- | ----------------------------------- | ---------------------------------------- |
| 100 m (23 de junio)                   | Murielle Ahouré Costa de Marfil 10,99 RC | Carina Horn Sudáfrica 11,07         | Marie-Joseé Ta Lou Costa de Marfil 11,15 |
| 200 m (26 de junio)                   | Marie-Joseé Ta Lou Costa de Marfil 22,81 | Alyssa Conley Sudáfrica 22,84       | Gina Bass Gambia 22,92                   |
| 400 m (24 de junio)                   | Kabange Mupopo Zambia 51,56              | Margaret Nyairera Kenia 52,24       | Patience George Nigeria 52,33            |
| 800 m (26 de junio)                   | Caster Semenya Sudáfrica 1:58,20         | Malika Akkaouiu Marruecos 2:00,24   | Emily Cherotich Kenia 2:00,70            |
| 1500 m (24 de junio)                  | Caster Semenya Sudáfrica 4:01,99 RC      | Rabab Arafi Marruecos 4:03,95       | Adanech Feyisa Etiopía 4:05,22           |
| 5000 m (23 de junio)                  | Sheila Chepkirui Kenia 15:05,45 RC       | Margaret Chelimo Kenia 15:07,56     | Dera Dida Dami Etiopía 15:15,26          |
| 10 000 m (25 de junio)                | Alice Aprot Kenia 30:26,94 RC            | Jackine Chepngeno Kenia 31:27,73    | Joyline Jepkosgei Kenia 31:28,28         |
| 3000 m con obstáculos (26 de junio)   | Norah Jeruto Kenia 9:25,07 RC            | Agnes Chesang Kenia 9:27,22         | Weyneshet Weldetsadik Etiopía 9:39,89    |
| 100 m vallas (23 de junio)            | Claudia Heunis Sudáfrica 13,35           | Marthe Koala Burkina Faso 13,36     | Maryke Brits Sudáfrica 13,47             |
| 400 m vallas (26 de junio)            | Wenda Nel Sudáfrica 54,86                | Maureen Jelegat Kenia 56,12         | Tameka Jameson Nigeria 57,17             |
| Salto de altura (26 de junio)         | Lisa Labiche Seychelles 1,85             | Doreen Amata Nigeria 1,82           | Basant Hassan · Egipto · 1,79            |
| Salto con pértiga (23 de junio)       | Syrine Balti Túnez 4,00                  | Dora Mahfoudhi Túnez 3,80           | Nisrine Dinar Marruecos 3,60             |
| Salto de longitud (24 de junio)       | Ese Brume Nigeria 6,57                   | Joëlle Mbumi Camerún 6,39           | Marlyne Ngongoa Camerún 6,34             |
| Triple salto (26 de junio)            | Nadia Eke Ghana 13,42                    | Joelle Mbumi Camerún 13,37          | Patience Ntshingila Sudáfrica 13,24      |
| Lanzamiento de peso (26 de junio)     | Auriol Dongmo Camerún 17,64 RC           | Nwanneka Okwelogu Nigeria 17,07     | Chioma Onyekwere Nigeria 15,71           |
| Lanzamiento de disco (24 de junio)    | Nwanneka Okwelogu Nigeria 56,75          | Chinwe Okoro Nigeria 55,67          | Chioma Onyekwere Nigeria 53,91           |
| Lanzamiento de martillo (22 de junio) | Amy Sène Senegal 68,35 RC                | Kimalou Mambara Burkina Faso 68,12  | Sarah Ben Saad Túnez 62,53               |
| Lanzamiento de jabalina (25 de junio) | Sunette Viljoen Sudáfrica 64,08          | Jo-Ane van Dyk Sudáfrica 56,22      | Pacaline Adanhoegbe Benín 54,88          |
| Heptatlón (25 de junio)               | Uhunoma Osazuwa Nigeria 6153 pts. RC     | Marthe Koala Burkina Faso 5952 pts. | Elizabeth Dadzie Ghana 5730 pts.         |
| 20 km Marcha (26 de junio)            | Grace Wanjiru Kenia 1:30,43 RC           | Yehualeye Mitiku Etiopía 1:31,58    | Chahinez Nazri Túnez 1:34,45             |
| 4 × 100 m (24 de junio)               | Sudáfrica 43,66                          | Ghana 44,05                         | Costa de Marfil 44,29                    |
| 4 × 400 m (26 de junio)               | Sudáfrica 3:28,49 RC                     | Nigeria 3:29,94                     | Kenia 3:30,21                            |

- RC - Récord de campeonato.

## Medallero
| Núm. | País                      | Oro | Plata | Bronce | Total |
| ---- | ------------------------- | --- | ----- | ------ | ----- |
| 1    | Sudáfrica (RSA)           | 16  | 9     | 8      | 33    |
| 2    | Kenia (KEN)               | 8   | 8     | 8      | 24    |
| 3    | Nigeria (NGR)             | 4   | 5     | 7      | 16    |
| 4    | Costa de Marfil (CIV)     | 3   | 1     | 2      | 6     |
| 5    | Botsuana (BOT)            | 3   | 1     | 1      | 5     |
| 6    | Ghana (GHA)               | 1   | 3     | 2      | 6     |
| 6    | Túnez (TUN)               | 1   | 3     | 2      | 6     |
| 8    | Etiopía (ETH)             | 1   | 2     | 3      | 6     |
| 9    | Camerún (CMR)             | 1   | 2     | 2      | 5     |
| 9    | Marruecos (MAR)           | 1   | 2     | 2      | 5     |
| 11   | Senegal (SEN)             | 1   | 1     | 0      | 2     |
| 12   | Egipto (EGY)              | 1   | 0     | 1      | 2     |
| 12   | Zambia (ZAM)              | 1   | 0     | 1      | 2     |
| 14   | Argelia (ALG)             | 1   | 0     | 0      | 1     |
| 14   | Seychelles (SEY)          | 1   | 0     | 0      | 1     |
| 16   | Burkina Faso (BUR)        | 0   | 4     | 0      | 4     |
| 17   | Gambia (GAM)              | 0   | 1     | 1      | 2     |
| 17   | Lesoto (LES)              | 0   | 1     | 1      | 2     |
| 19   | República del Congo (CGO) | 0   | 1     | 0      | 1     |
| 20   | Benín (BEN)               | 0   | 0     | 1      | 1     |
| 21   | Liberia (LES)             | 0   | 0     | 1      | 1     |
| 21   | Madagascar (MAD)          | 0   | 0     | 1      | 1     |